# Mirwais Hotak
Mirwais Hotak (Kandahar, 1673 – 1715) è stato un condottiero afghano, fondatore della dinastia Hotak che governò sulla Persia dal 1722 al 1736.

## Biografia
Fu il capo del clan sunnita dei Ghilzai appartenente al gruppo etnico dei Pashtun e governatore della città di Kandahar. Nel 1709, uccise Gurgin Khan, governatore georgiano che dirigeva la provincia a nome dello scià di Persia. Mirwais sconfisse i persiani, che volevano convertire gli abitanti dell'Afghanistan dal sunnismo allo sciismo. In diverse battaglie uccise circa 30 000 soldati ed i loro comandanti oltre che i loro partigiani afgani. Mirwais rimase al potere fino alla sua morte avvenuta nel 1715. Gli succedette suo fratello, Abdul Aziz Hotak, che venne poi ucciso dal figlio di Mirwais, Mahmud Hotak. Nel 1722, Mahmud guidò l'esercito afgano contro la capitale della Persia, Esfahan, saccheggiò la città e si proclamò scià di Persia.